# Düsseldorfi repülőtér
A Düsseldorf repülőtér (IATA: DUS, ICAO: EDDL) egy nemzetközi repülőtér Németországban, Düsseldorf közelében. 2016-ban 23 521 919 utas fordult meg a repülőtéren.

## Megközelítése
A repülőtér mellett halad el a Köln-Duisburg-vasútvonal, vasútállomása a Bahnhof Düsseldorf Flughafen repülőtéri állomás.

## Forgalom
|                                 | Utasszám     | Gépmozgás | Teheráru (tonnában) |
| ------------------------------- | ------------ | --------- | ------------------- |
| 2000                            | 16,03 millió | 194 016   | 59 361              |
| 2001                            | 15,40 millió | 193 514   | 51 441              |
| 2002                            | 14,75 millió | 190 300   | 46 085              |
| 2003                            | 14,30 millió | 186 159   | 48 419              |
| 2004                            | 15,26 millió | 200 584   | 86 267              |
| 2005                            | 15,51 millió | 200 619   | 88 058              |
| 2006                            | 16,59 millió | 215 481   | 97 000              |
| 2007                            | 17,83 millió | 227 899   | 89 281              |
| 2008                            | 18,15 millió | 228 531   | 90 100              |
| 2009                            | 17,79 millió | 214 024   | 76 916              |
| 2010                            | 18,98 millió | 215 540   | 87 995              |
| 2011                            | 20,39 millió | 221 668   | 81 521              |
| 2012                            | 20,80 millió | 210 298   | 86 820              |
| 2013                            | 21,23 millió | 210 828   | 110 814             |
| 2014                            | 21,85 millió | 210 732   | 114 180             |
| 2015                            | 22,48 millió | 210 208   | 90 862              |
| 2016                            | 23,52 millió | 217 575   | 93 689              |
| 2017                            | 24,62 millió | 221 635   | 102 107             |
| Forrás: ADV, Düsseldorf Airport |              |           |                     |